# Alan Anderson
Alan Jeffery Anderson (Mineápolis, Minnesota, 16 de octubre de 1982) es un exbaloncestista estadounidense, profesional durante trece temporadas. Jugaba en la posición de escolta. Actuó en la Universidad Estatal de Míchigan y en 2000 participó en la USA Basketball Youth Development Festival, liderando al equipo del norte a la medalla de oro.

## Trayectoria

### Universidad
Jugó durante 4 temporadas con los Spartans de la Universidad Estatal de Míchigan en las que promedió 9,5 puntos y 4,2 rebotes por partido. En su última temporada fue elegido en el tercer mejor quinteto de la Big Ten Conference.

### Profesional
Tras no ser elegido en el Draft de la NBA de 2005, fichó por los Charlotte Bobcats, jugando 53 partidos en dos temporadas, en las que promedió 5,8 puntos por partido, jugando también en su segundo año algunos partidos con los Tulsa 66ers de la NBA D-League, en los que promedió 15,8 puntos y 3,8 rebotes por partido.
Después, los petrodólares rusos lo llevaron al Triumph Liubertsy, y más tarde debutó en Euroliga con la Cibona de Zagreb, deslumbrando gracias a su capacidad anotadora. Ya en el escaparate donde lo vieron los grandes equipos europeos, Anderson consiguió un contrato con el Maccabi de Tel Aviv, donde jugó el año pasado.
En el equipo hebreo no acabó de encajar, y a pesar de algunos destellos de talento no convenció a los dirigentes macabeos para seguir un año más. Este se rumoreó su fichaje por el Real Madrid tras ciertos comentarios aparecidos en sus redes sociales, pero finalmente regresó a la D-League, competición en la que defendía la camiseta de los New Mexico Thunderbirds.
En 2010 fichó el Regal Barça, a causa de las bajas de Pete Mickeal entre otros y fue fichado durante el mercado de invierno junto a Joe Ingles.
En su primera final de la Copa del Rey con el Regal Barça, fue campeón y MVP del partido con 19 puntos, 4 rebotes y una asistencia, que le sirvieron para completar una valoración general de 15 puntos.
[actualizar]

## Estadísticas de su carrera en la NBA

### Temporada regular
| Año     | Equipo        | PJ  | PT | MPP  | %TC  | %3P  | %TL  | RPP | APP | ROB | TPP | PPP  |
| ------- | ------------- | --- | -- | ---- | ---- | ---- | ---- | --- | --- | --- | --- | ---- |
| 2005-06 | Charlotte     | 36  | 7  | 15.7 | .414 | .414 | .805 | 1.9 | .9  | .3  | .1  | 5.8  |
| 2006-07 | Charlotte     | 17  | 0  | 15.1 | .457 | .250 | .826 | 1.9 | 1.2 | .4  | .0  | 5.8  |
| 2011-12 | Toronto       | 17  | 12 | 27.1 | .387 | .393 | .853 | 2.0 | 1.5 | .3  | .2  | 9.6  |
| 2012-13 | Toronto       | 65  | 2  | 23.0 | .383 | .333 | .857 | 2.3 | 1.6 | .7  | .1  | 10.7 |
| 2013-14 | Brooklyn      | 78  | 26 | 22.7 | .400 | .339 | .780 | 2.2 | 1.0 | .6  | .1  | 7.2  |
| 2014-15 | Brooklyn      | 74  | 19 | 23.6 | .443 | .348 | .812 | 2.8 | 1.1 | .8  | .1  | 7.4  |
| 2015-16 | Washington    | 13  | 0  | 14.8 | .356 | .324 | .733 | 2.1 | 1.1 | .3  | .1  | 5.0  |
| 2016-17 | L.A. Clippers | 30  | 0  | 10.3 | .375 | .318 | .750 | .8  | .4  | .1  | .0  | 2.9  |
| Total   | Total         | 330 | 66 | 20.6 | .405 | .344 | .816 | 2.2 | 1.1 | .6  | .1  | 7.3  |

### Playoffs
| Año   | Equipo   | PJ | PT | MPP  | %TC  | %3P  | %TL  | RPP | APP | ROB | TPP | PPP  |
| ----- | -------- | -- | -- | ---- | ---- | ---- | ---- | --- | --- | --- | --- | ---- |
| 2014  | Brooklyn | 12 | 2  | 21.8 | .403 | .290 | .667 | 2.7 | 1.3 | .8  | .0  | 5.9  |
| 2015  | Brooklyn | 6  | 0  | 23.7 | .610 | .625 | .667 | 3.5 | 1.2 | .7  | .2  | 11.0 |
| Total | Total    | 18 | 2  | 22.4 | .485 | .404 | .667 | 2.9 | 1.2 | .8  | .1  | 7.6  |